# Channon Thompson
Channon Thompson (* 29. März 1994 in San Fernando) ist eine Volleyballspielerin aus Trinidad und Tobago. Die Außenangreiferin spielte für Vereine in vielen Ländern, zuletzt beim deutschen Bundesligisten Allianz MTV Stuttgart.

## Karriere
Thompson begann ihre Karriere im Alter von dreizehn Jahren beim Starlings Club, nachdem sie zuvor Schwimmen und Laufen probiert hatte. Anschließend wurde sie beim St Joseph’s Convent in ihrer Heimatstadt San Fernando weiter ausgebildet. 2010 wurde die Außenangreiferin vom polnischen Verein AZS Białystok verpflichtet. 2013 wechselte sie zum französischen Verein Évreux Volley-Ball und ein Jahr später zu VK Uralotschka-NTMK nach Jekaterinburg. 2014/15 spielte sie in der Türkei bei Manisa Büyükşehir Belediyespor und in der folgenden Saison wieder in Frankreich bei Béziers Volley. 2017 nahm Thompson mit der Nationalmannschaft von Trinidad und Tobago am World Grand Prix teil. In der Saison 2017/18 war sie zunächst bei Ankara Numune und anschließend in ihrem Heimatland bei Foton Tornadoes aktiv. Mit der Nationalmannschaft nahm sie an der WM 2018 in Japan teil. Im Dezember 2018 wurde sie nachträglich vom deutschen Bundesligisten Rote Raben Vilsbiburg verpflichtet. Nach einem kurzen Engagement auf den Philippinen bei den Motolite Power Builders wechselte Thompson 2019 zum deutschen Meister Allianz MTV Stuttgart. Mit dem Verein erreichte sie das Finale im DVV-Pokal 2019/20, das Stuttgart gegen den Dresdner SC verlor. Als die Bundesliga-Saison kurz vor den Playoffs abgebrochen wurde, stand die Mannschaft auf dem zweiten Tabellenplatz. Anschließend verließ sie den Verein mit unbekanntem Ziel. Heute spielt sie beim Volley Club de Marcq-en-Baroeul in der nordfranzösische Stadt Lille.